# Ana Savić
Ana Savić (* 9. Oktober 1989 in Požega) ist eine ehemalige kroatische Tennisspielerin.

## Karriere
Savić begann mit sieben Jahren mit dem Tennisspielen. Sie spielte vor allem auf dem ITF Women’s Circuit, wo sie neun Titel im Einzel und einen im Doppel gewann.
2014 spielte sie in der 2. Bundesliga für den TC Rüppurr.

## Turniersiege

### Einzel
| Nr. | Datum             | Turnier    | Kategorie   | Belag             | Finalgegnerin       | Ergebnis      |
| --- | ----------------- | ---------- | ----------- | ----------------- | ------------------- | ------------- |
| 1.  | 29. Oktober 2006  | Dubrovnik  | ITF $10.000 | Sand              | Polona Reberšak     | 1:6, 6:3, 6:4 |
| 2.  | 4. März 2012      | Antalya    | ITF $10.000 | Sand              | Gioia Barbieri      | 6:3, 6:4      |
| 3.  | 10. März 2012     | Antalya    | ITF $10.000 | Sand              | Martina Di Giuseppe | 6:2, 4:6, 6:2 |
| 4.  | 18. März 2012     | Antalya    | ITF $10.000 | Sand              | Jasmina Tinjić      | 6:0, 6:4      |
| 5.  | 25. März 2012     | Antalya    | ITF $10.000 | Sand              | Lisa Sabino         | 5:0 Aufgabe   |
| 6.  | 1. Juli 2012      | Prokuplje  | ITF $10.000 | Sand              | Chantal Škamlová    | 6:2, 6:4      |
| 7.  | 7. Oktober 2012   | Solin      | ITF $10.000 | Sand              | Bernarda Pera       | 5:7, 6:2, 7:5 |
| 8.  | 22. Dezember 2012 | Ankara     | ITF $50.000 | Hartplatz (Halle) | Mónica Puig         | 5:7, 6:3, 6:4 |
| 9.  | 8. November 2014  | Casablanca | ITF $10.000 | Sand              | Valentina Kulikova  | 6:0, 6:3      |

### Doppel
| Nr. | Datum         | Turnier | Kategorie   | Belag | Partnerin               | Finalgegnerinnen           | Ergebnis |
| --- | ------------- | ------- | ----------- | ----- | ----------------------- | -------------------------- | -------- |
| 1.  | 6. April 2007 | Cavtat  | ITF $10.000 | Sand  | Anastasia Poltoratskaya | Ana Jovanović Nataša Zorić | 6:1, 6:1 |